# Liste der Biografien/Cen
Liste der Biografien |
Portal Biografien |
Personensuche
# |
A |
B |
C |
D |
E |
F |
G |
H |
I |
J |
K |
L |
M |
N |
O |
P |
Q |
R |
S |
T |
U |
V |
W |
X |
Y |
Z |
?
 
Ca |
Cb |
Cc |
Ce |
Ch |
Ci |
Cj |
Ck |
Cl |
Cm |
Cn |
Co |
Cr |
Cs |
Ct |
Cu |
Cv |
Cw |
Cy |
Cz
 
Cea |
Ceb |
Cec |
Ced |
Cee |
Cef |
Ceg |
Ceh |
Cei |
Cej |
Cek |
Cel |
Cem |
Cen |
Ceo |
Cep |
Cer |
Ces |
Cet |
Ceu |
Cev |
Cey |
Cez
Die Liste der Biografien führt alle Personen auf, die in der deutschsprachigen Wikipedia einen Artikel haben. Dieses ist eine Teilliste mit 108 Einträgen von Personen, deren Namen mit den Buchstaben „Cen“ beginnt.

## Cen

### Cena
- Cena, John (* 1977), US-amerikanischer WrestlerJohn Cena (* 1977)

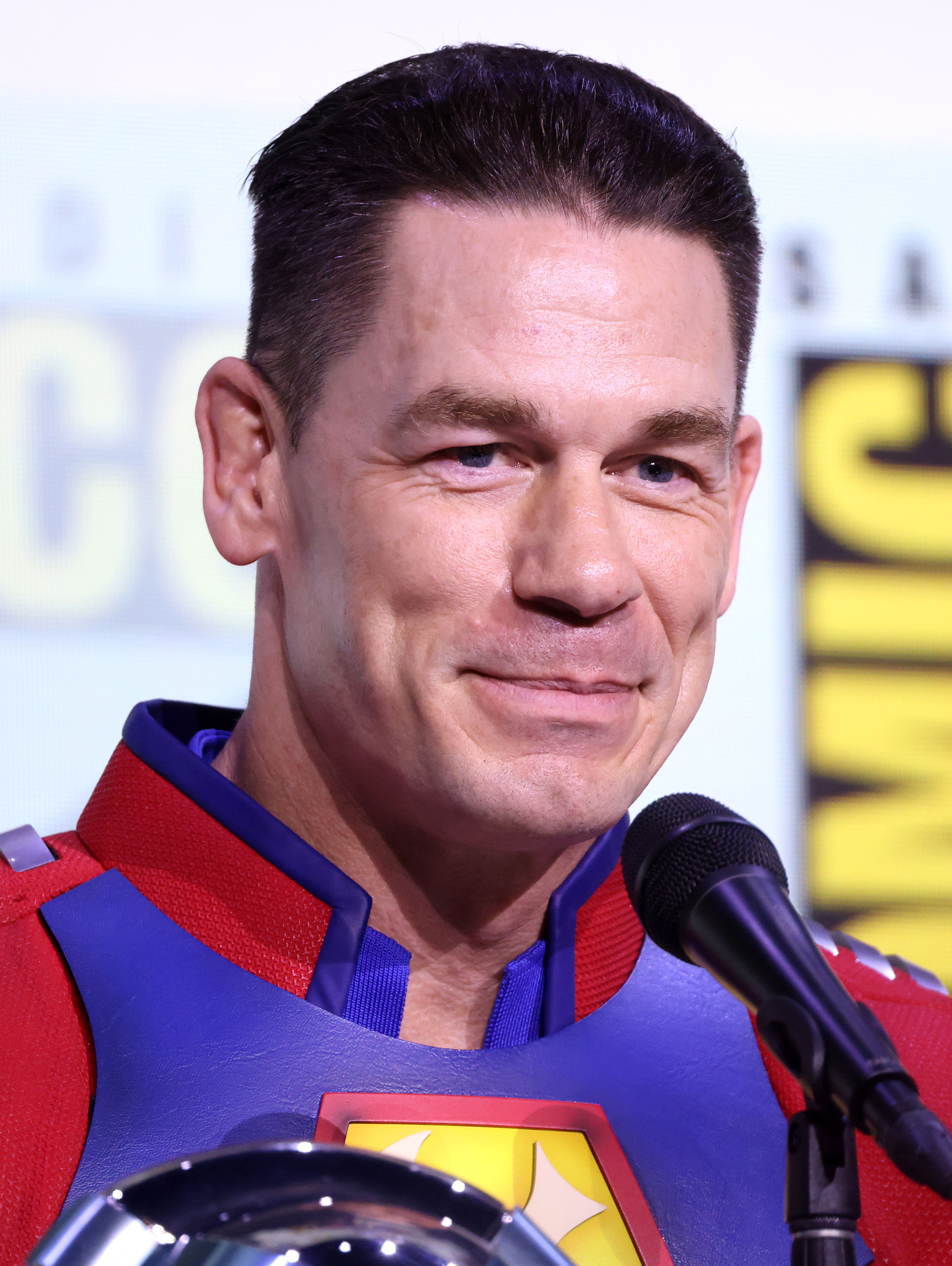
John Cena (* 1977)

- Cena, Nikolaus (1844–1922), österreich-ungarischer Feldmarschalleutnant rumänischer Abstammung
- Cenac, Winston (1925–2004), lucianischer Politiker, Premierminister von Saint Lucia
- Cenafils, Castera (* 1953), haitianischer Militär

### Cenb
- Cenberht († 661), Unterkönig in Wessex

### Cenc
- Cencetti, Giorgio (1908–1970), italienischer Paläograf und Archivar
- Cenci, Athina (* 1946), italienische Theater- und Filmschauspielerin sowie Kabarettistin
- Cenci, Baldassare (1647–1709), italienischer Geistlicher, Erzbischof von Fermo und Kardinal der Römischen Kirche
- Cenci, Baldassare (1710–1763), italienischer Kardinal der Römischen Kirche
- Cenci, Beatrice (1577–1599), römische Patrizierin
- Cenci, Giuliano (1931–2018), italienischer Trickfilmzeichner
- Cenci, Giuseppe († 1616), italienischer Sänger und Komponist
- Cenci, Massimo (* 1967), san-marinesischer Politiker
- Cenci, Matías (* 1978), argentinisch-italienischer Fußballspieler
- Cenci, Serafino (1676–1740), italienischer Geistlicher, Erzbischof von Benevent und Kardinal
- Cenci, Tiberio (1580–1653), italienischer Kardinal der Römischen Kirche und Bischof von Jesi
- Cenčić, Max Emanuel (* 1976), kroatischer Opernsänger (Countertenor/Mezzosopran)
- Cencic, Vid (1933–2020), uruguayischer Radrennfahrer
- Cencig, Julia (* 1972), österreichische SchauspielerinJulia Cencig (* 1972)

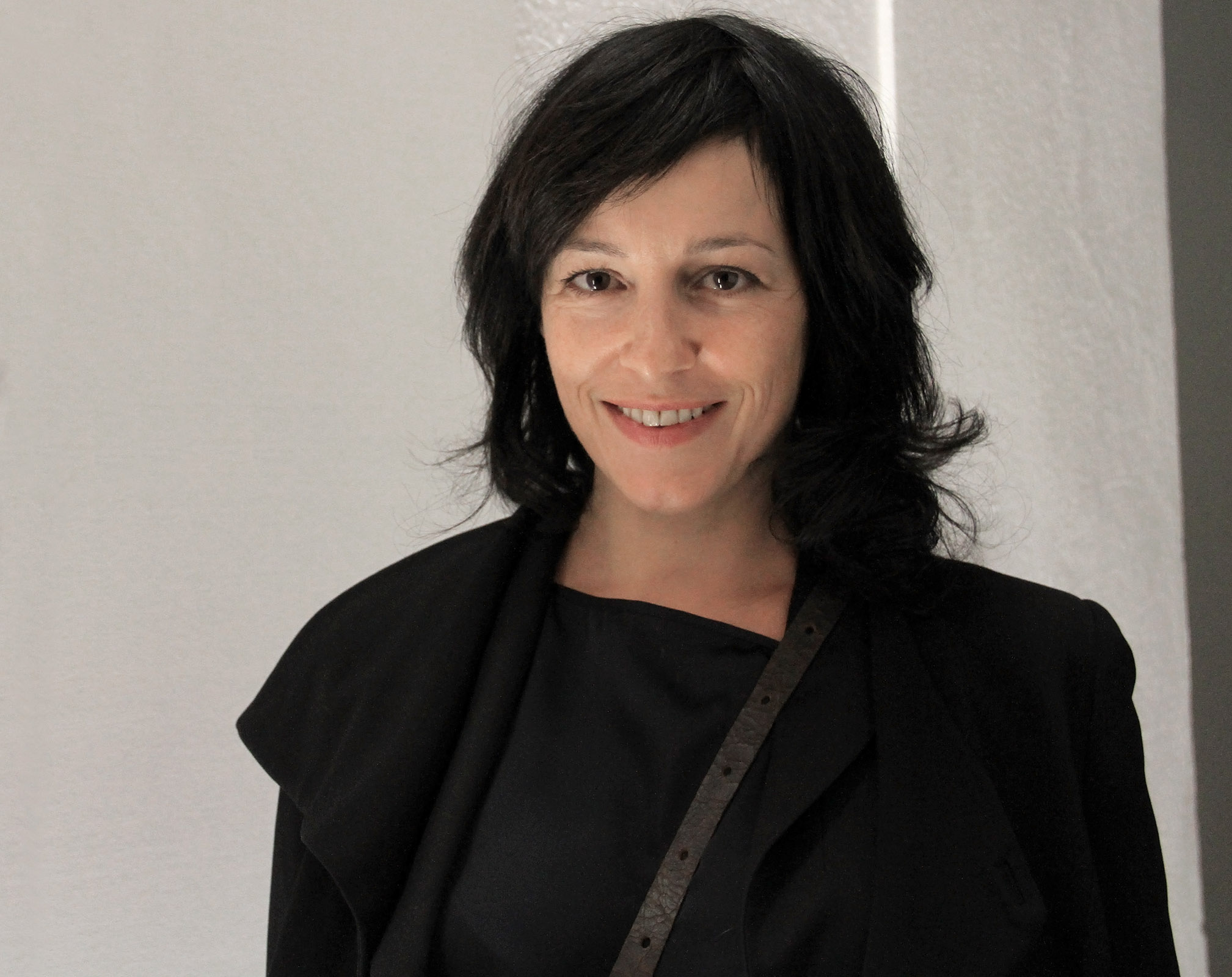
Julia Cencig (* 1972)

- Cenckiewicz, Sławomir (* 1971), polnischer Historiker und Publizist

### Cend
- Čendić, Slobodan (1938–2023), jugoslawischer Fußballtrainer
- Cendon, Eva (* 1971), österreichische Pädagogin
- Cendrars, Blaise (1887–1961), Schweizer Schriftsteller
- Cendrey, Jean-Yves (* 1957), französischer Autor
- Cendrowski, Mariusz (* 1977), polnischer Boxer
- Cendrowski, Mark (* 1959), US-amerikanischer Fernsehregisseur

### Cene
- Çenet, İbrahim (* 1975), türkischer Jurist und Politiker
- Çenet, Lütfi (* 1980), türkischer Karambolagespieler
- Cénez, Jules-Joseph (1865–1944), französischer römisch-katholischer Ordensgeistlicher, Apostolischer Vikar von Basutoland

### Cenf
- Cenfus, König von Wessex

### Ceng
- Čengel Solčanská, Mariana (* 1978), slowakische Regisseurin und Drehbuchautorin
- Çengel, Önder (* 1982), türkisch-schweizerischer Fußballspieler
- Cenghialta, Bruno (* 1962), italienischer Radrennfahrer
- Cengic, Muhamed, bosnischer Diplomat
- Cengiz, Berfu (* 1999), türkische Tennisspielerin
- Cengiz, Deniz (* 1989), türkische Schauspielerin
- Cengiz, Gülhiye (* 1992), deutsche Fußballspielerin
- Cengiz, Hakan (* 1967), türkischer Fußballspieler
- Cengiz, Orhan Kemal (* 1968), türkischer Rechtsanwalt, Journalist, Menschenrechtsaktivist und Buchautor

### Ceni
- Ceni, Rogério (* 1973), brasilianischer FußballtorwartRogério Ceni (* 1973)

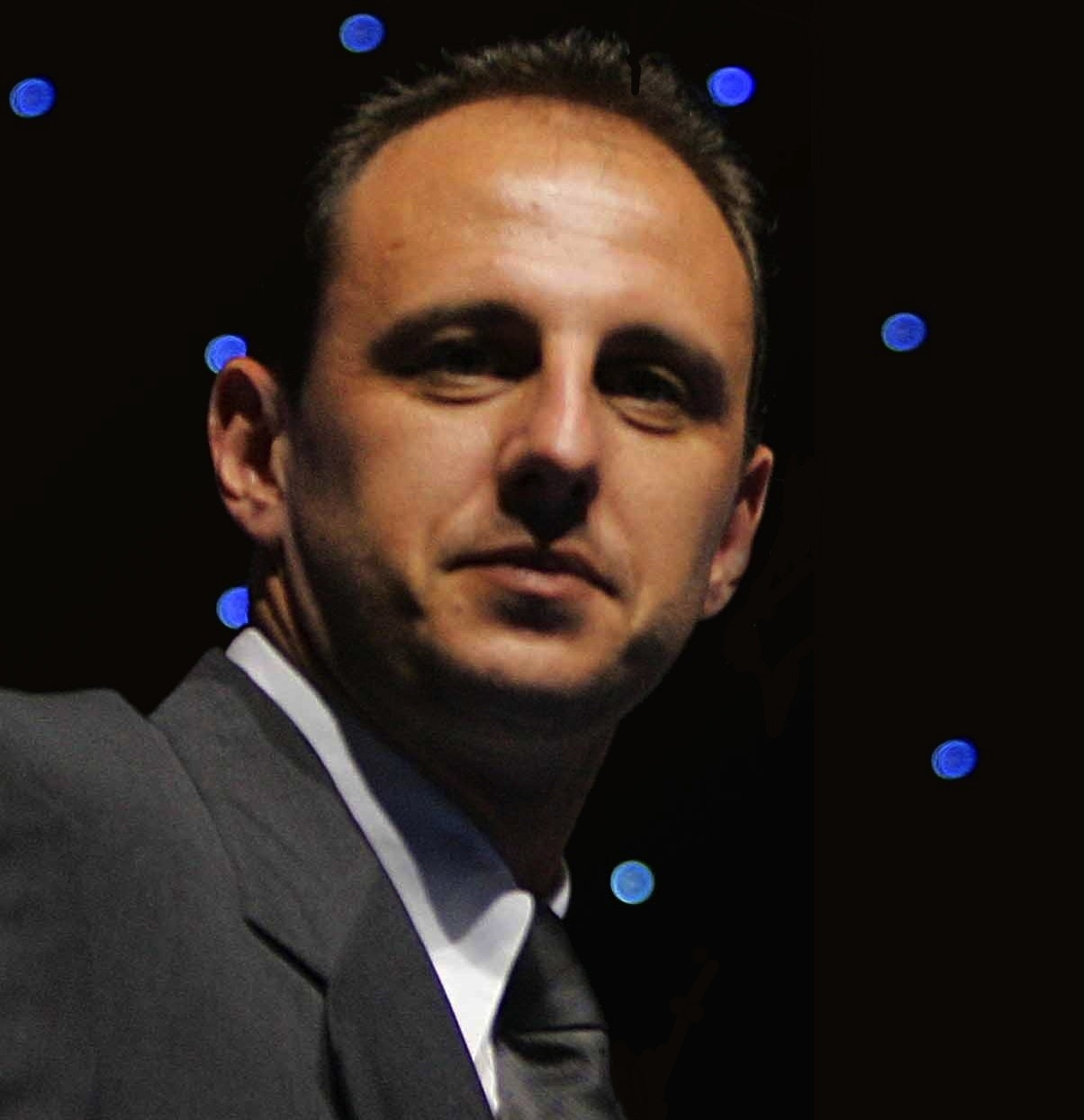
Rogério Ceni (* 1973)

- Cenik, Onur (* 1992), deutsch-türkischer Fußballspieler
- Cenita Jimenez, Zacharias (1947–2018), philippinischer Geistlicher, römisch-katholischer Bischof von Pagadian und Weihbischof in Butuan

### Cenk
- Cenk, Aysun (* 1959), türkische Rechtsanwältin und Autorin
- Cenker, Robert J. (* 1948), US-amerikanischer Astronaut

### Cenn
- Cennetoğlu, Banu (* 1970), türkische Konzept- und Installationskünstlerin
- Cenni, Renato (1906–1977), italienischer Maler, Karikaturist und Dokumentarfilmregisseur
- Cennini de’ Salamandri, Francesco (1566–1645), italienischer Kardinal der römisch-katholischen Kirche
- Cennini, Bartolommeo († 1674), italienischer Bildhauer und Bronzegießer
- Cennini, Cennino, italienischer Maler und KunsttheoretikerCennino Cennini

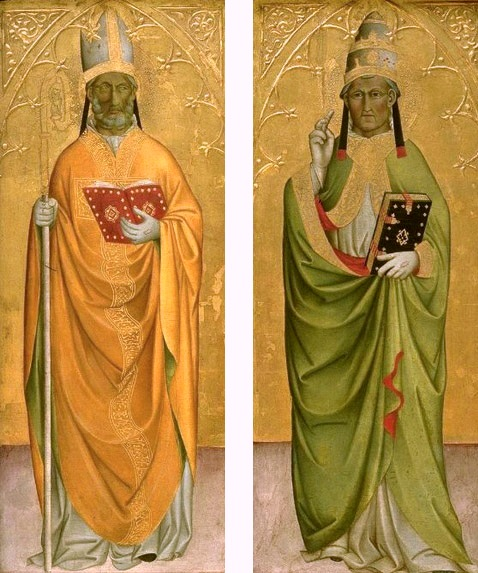
Cennino Cennini

### Ceno
- Cenon, Ryza (* 1987), philippinische Schauspielerin

### Cenr
- Cenred, König von Mercia
- Cenred, Unterkönig in Wessex
- Cenred († 718), König von Northumbria

### Cens
- Censi, Carlo (1872–1958), Schweizer Politiker (FDP), Gemeindepräsident von Lugano, Grossrat und Nationalrat
- Censi, Emilio (1837–1910), Schweizer Jurist und Politiker
- Censi, Giannina (1913–1995), italienische Balletttänzerin und Choreografin
- Censi, Yves (* 1964), französischer Politiker, Mitglied der Nationalversammlung
- Čenský, Alois (1868–1954), tschechischer Architekt und Fachschulprofessor für Bauwesen
- Censorinus, römischer Grammatiker
- Censorius Datianus, spätantiker römischer Politiker und Konsul (358)
- Censorius Paullus, Marcus, römischer Suffektkonsul 160

### Cent
- Centa, Antonio (1907–1979), italienischer Schauspieler
- Centalonza, Richard († 2017), US-amerikanischer Jazzmusiker
- Centazzo, Andrea (* 1948), amerikanischer Komponist, Jazz-Schlagzeuger
- Centellas Guzmán, Ricardo Ernesto (* 1962), bolivianischer Geistlicher, römisch-katholischer Erzbischof von Sucre
- Centelles, Antonio, Graf von Collesano
- Centelles, Francisco (* 1961), kubanischer Hochspringer
- Centène, Raymond (* 1958), französischer Geistlicher, Bischof von Vannes
- Centeno, Chezka (* 1999), philippinische Poolbillardspielerin
- Centeno, Mário (* 1966), portugiesischer Ökonom
- Centeno, Walter (* 1974), costa-ricanischer Fußballspieler
- Centeno, Yvette (* 1940), portugiesische Schriftstellerin
- Center, Olivia (* 2006), US-amerikanische Tennisspielerin
- Centineo, Noah (* 1996), US-amerikanischer SchauspielerNoah Centineo (* 1996)

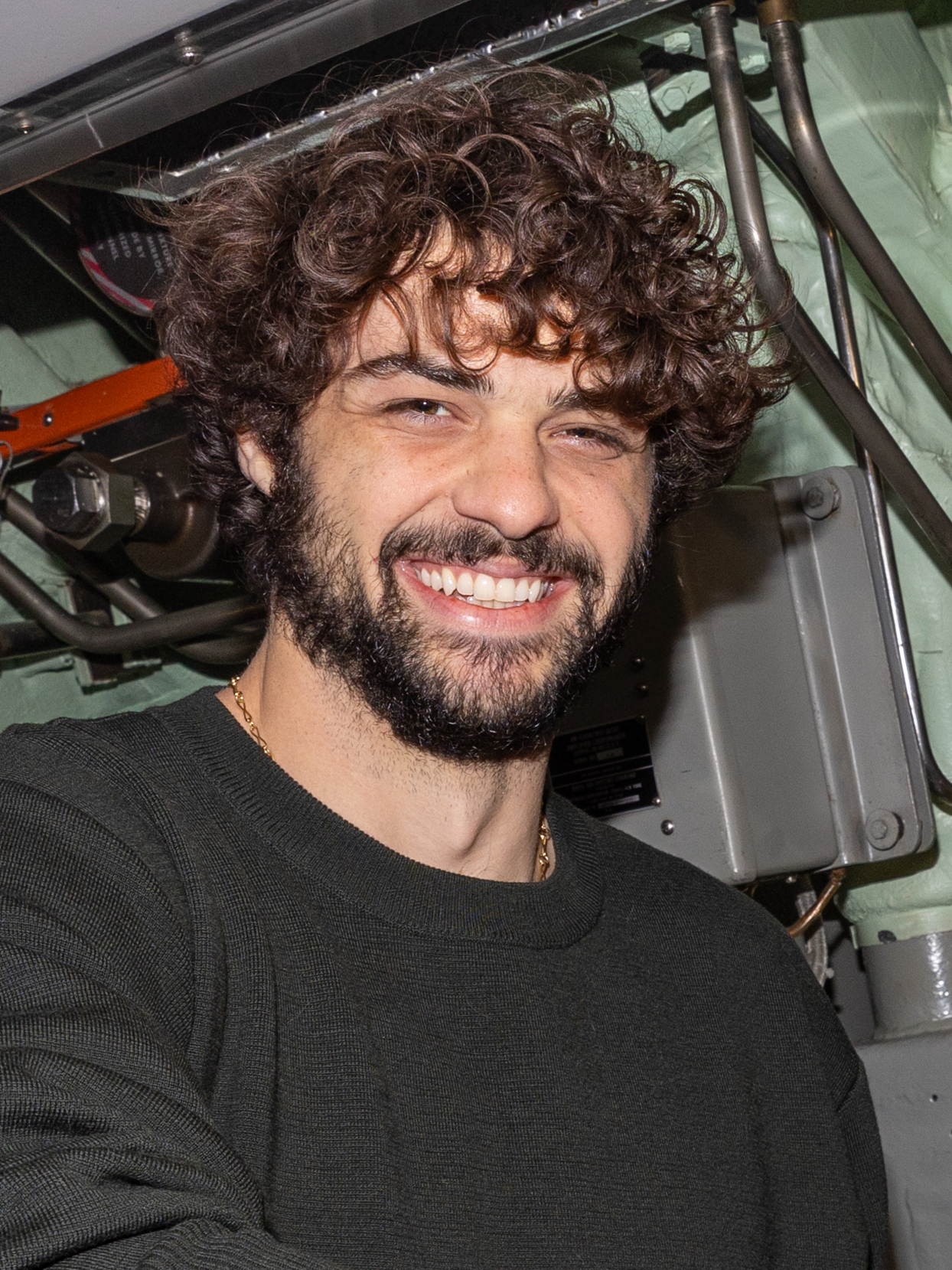
Noah Centineo (* 1996)

- Centkiewicz, Czesław (1904–1996), polnischer Autor und Abenteurer
- Centlivre, Susanna († 1723), englische Dichterin, Schauspielerin und Dramatikerin
- Centmayer, Hans (1903–1991), deutscher Politiker (CSU)
- Centnerszwer, Mieczysław (1874–1944), polnischer Hochschulprofessor, Chemiker
- Cento, Alberto (1920–1968), italienischer Romanist und Französist
- Cento, Fernando (1883–1973), italienischer Geistlicher, vatikanischer Diplomat und Kardinal der römisch-katholischen Kirche
- Centomo, Katja (* 1971), italienische Karikaturistin
- Centonze, Fabien (* 1996), französischer Fußballspieler
- Centoz, Luigi (1883–1969), italienischer Geistlicher, Kurienerzbischof der römisch-katholischen Kirche
- Centracchio, Maria (* 1994), italienische Judoka
- Central Cee (* 1998), englischer RapperCentral Cee (* 1998)

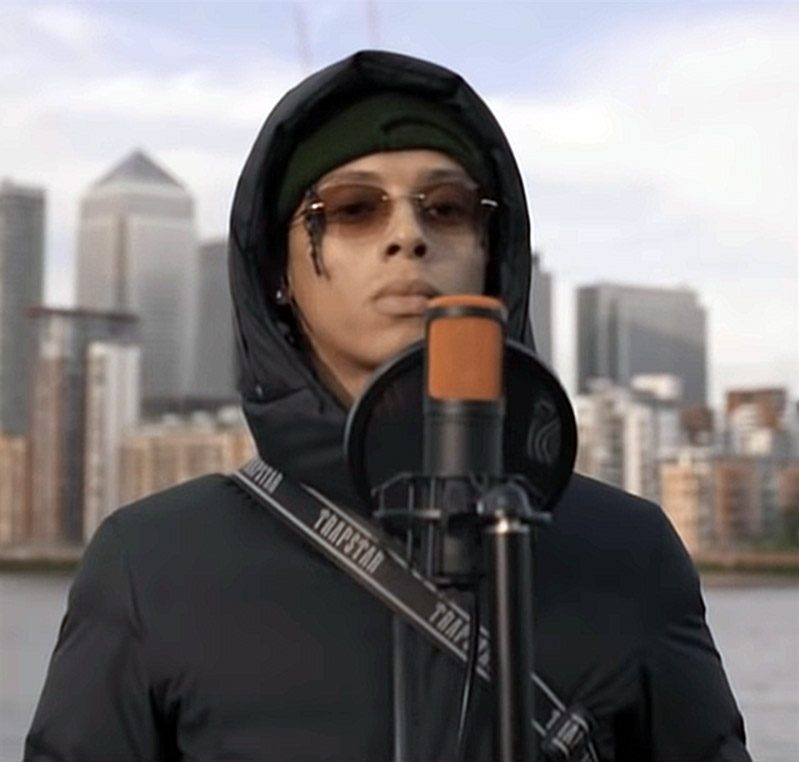
Central Cee (* 1998)

- Central Seven (* 1967), niederländischer DJ und Musikproduzent
- Centranigo, Pietro, Doge von Venedig
- Centrone, April (* 1984), US-amerikanische Multiinstrumentalistin und Komponistin
- Centrone, Bruno (* 1955), italienischer Philosophiehistoriker
- Centrone, Pablo (* 1957), argentinischer Fußballspieler und -trainer
- Centrone, Stefania (* 1975), italienische und deutsche Philosophin
- Centrowitz, Matt (* 1955), US-amerikanischer Mittel- und Langstreckenläufer
- Centrowitz, Matthew (* 1989), US-amerikanischer Mittelstreckenläufer
- Centulle I., Graf von Astarac
- Centulle III. († 1178), Graf von Bigorre sowie Vizegraf von Marsan
- Centulle IV. († 1058), Vizegraf von Béarn
- Centulle VI. († 1134), Vizegraf von Béarn, Reconquistador
- Centurión, Emanuel (* 1982), argentinischer Fußballspieler
- Centurión, Iván (* 1988), argentinischer Fußballspieler
- Centurión, Pablo (* 1926), paraguayischer Fußballspieler
- Centurión, Ramón (* 1962), argentinischer Fußballspieler
- Centurión, Ricardo (* 1993), argentinisch-italienischer Fußballspieler
- Centurioni, Luigi (1686–1757), Generaloberer der Societas Jesu (Jesuitenorden)
- Centurioni, Tullo (1912–1945), italienischer Finanzpolizist, Fluchthelfer und NS-Opfer
- Centwine, König von Wessex

### Cenw
- Cenwalh, König von Wessex
- Cenwulf († 821), König des angelsächsischen Königreichs Mercien

### Cenz
- Cenzon, Carlito (1939–2019), philippinischer Geistlicher und römisch-katholischer Bischof von Baguio